# بنای هفت
بنای هفت مربوط به دوره قاجار است و در بابل، میدان کشوری، روبروی بیمارستان شهید بهشتی، خیابان آیت ا روحانی واقع شده و این اثر در تاریخ ۲۶ اسفند ۱۳۸۶ با شمارهٔ ثبت ۲۱۹۸۴ به‌عنوان یکی از آثار ملی ایران به ثبت رسیده است.